# Laupen
Laupen (anciennement en français Loyes) est une commune suisse du canton de Berne, située dans l'arrondissement administratif de Berne-Mittelland.

## Géographie

### Situation

Photo aérienne par Walter Mittelholzer (1925)

La commune de Laupen s'étend sur 4,12 km2. Lors du relevé de 2013-2018, les surfaces d'habitations et d'infrastructures représentaient 26,1 % de sa superficie, les surfaces agricoles 37,9 %, les surfaces boisées 30,0 % et les surfaces improductives 5,3 %.
| Cormondes             | Ferenbalm | Mühleberg |
| Ferenbalm Kriechenwil | Laupen    | Neuenegg  |
|                       | Bösingen  |           |

### Transports
Laupen se situe au terminus de la ligne de chemin de fer Flamatt – Laupen qui est desservie par le réseau express régional bernois à la gare de Laupen.

## Histoire
- Guerre de Laupen en 1339

## Démographie

### Surnom
Les habitants de la commune sont surnommés die Rübenrätscher, soit ceux qui rognent les carottes en dialecte bernois. Ce surnom provient d'une légende selon laquelle la carotte qui devait être offerte au duc de Bourgogne a dû être amincie pour passer la porte du château.

#### Évolution de la population
La commune compte 3 281 habitants au 31 décembre 2023 pour une densité de population de 796 hab/km2. Sur la période 2010-2019, sa population a augmenté de 12,6 % (canton : 6,1 % ; Suisse : 9,4 %).  

#### Pyramide des âges
En 2023, le taux de personnes de moins de 30 ans s'élève à 27,4 %, au-dessous de la valeur cantonale (29,9 %). Le taux de personnes de plus de 60 ans est quant à lui de 33,7 %, alors qu'il est de 28,9 % au niveau cantonal.
La même année, la commune compte 1 609 hommes pour 1 672 femmes, soit un taux de 49 % d'hommes, inférieur à celui du canton (49,1 %).
| Hommes | Classe d’âge | Femmes |
| ------ | ------------ | ------ |
| 0,7    | 90 ans ou +  | 1,6    |
| 9,6    | 75 à 89 ans  | 13,6   |
| 21,4   | 60 à 74 ans  | 20,4   |
| 21,8   | 45 à 59 ans  | 19,4   |
| 18,1   | 30 à 44 ans  | 18,7   |
| 13,1   | 15 à 29 ans  | 11,7   |
| 15,4   | - de 14 ans  | 14,6   |

| Hommes | Classe d’âge | Femmes |
| ------ | ------------ | ------ |
| 0,7    | 90 ans ou +  | 1,6    |
| 8,8    | 75 à 89 ans  | 11,0   |
| 17,6   | 60 à 74 ans  | 18,1   |
| 21,0   | 45 à 59 ans  | 20,4   |
| 20,9   | 30 à 44 ans  | 20,2   |
| 15,9   | 15 à 29 ans  | 14,9   |
| 15,1   | - de 14 ans  | 13,8   |

## Culture et patrimoine

### Héraldique
| Blason | Blasonnement : D'argent au tilleul de sinople feuillé de sept feuilles |

### Monuments et curiosités
- Château de Laupen